# Tonbridge and Malling
Tonbridge and Malling  är ett distrikt (motsvarande kommun) i grevskapet Kent i England, Storbritannien. Distriktet har 133 661 invånare (2022). Större orter är Larkfield, Snodland, Tonbridge och West Malling.  Distriktet är indelat i 27 civil parishes förutom Tonbridge som inte ingår i någon civil parish.